# 영천 영지사 대웅전 후불탱화
영천 영지사 대웅전 후불탱화(永川 靈芝寺 大雄殿 後佛幀畵)는 대한민국 경상북도 영천시 대창면, 영지사에 있는 불화이다. 2014년 10월 20일 경상북도의 유형문화재 제484호로 지정되었다.

## 개요
이 불화는 세로 209.1cm, 가로 207.7cm 크기의 方形에 가까운 비단 바탕에 채색을 한 작품이다. 중앙에 본존인 석가좌상을 크게 그리고, 양측에 문수보살과 보현보살을 배치하였으며, 그 뒤쪽에는 가섭과 아난, 제자상 2위 등을 배치한 간략한 구성이다. 천공과 배경에는 채운을 장식하고 있고, 화면 하단에는 장문의 畵記가 기술되어 있다. 화기를 통해 乾隆 41(1776)년에 良工 取澄을 비롯하여 畵師 定聰, 道閑 등이 참여하여 제작한 불화임을 알 수 있다.
이 불화는 부분적으로 안료의 변색으로 훼손이 심한 편이나, 18세기 후반에 제작된 영산회 도상으로 간결한 도상구성과 화려한 광배 표현, 선명한 색감 등이 돋보이는 수작이다. 본존 법의의 장식 문양이나, 나한상의 환상 점묘식 문양 등은 18세기 전반기 양식을 이어받은 특징을 지니고 있다. 특히 화려한 광배표현 등은 취징 등 화사집단을 연구하는데 학술적으로 가치가 크다.

## 같이 보기
- 영지사

## 참고 자료
- 영천 영지사 대웅전 후불탱화 - 국가유산청 국가유산포털